# Trachylepis adamastor
A lagartixa-adamastor (Trachylepis adamastor) é uma espécie de lagarto, do género Trachylepis, endémica do ilhéu Tinhosa Grande, a sul da Ilha do Príncipe, São Tomé e Príncipe. Devido à sua distribuição geográfica bastante limitada, a espécie aparenta ser uma das espécies de vertebrado mais ameaçada do planeta.

## Descoberta e taxonomia
A espécie foi descrita a partir de oito exemplares esquecidos nas coleções de zoologia do Centro de Zoologia do extinto Instituto de Investigação Científica Tropical, Lisboa, Portugal. Este espécimes foram colectados entre 1970 e 1971, mas nunca foram devidamente estudados e identificados. À altura da descoberta, uma expedição ornitológica ao ilhéu confirmou a presença da espécie.
Sem dados moleculares é ainda prematuro assegurar as relações filogenéticas da espécie, no entanto assume-se que fará parte do complexo de espécies da Trachylepis maculilabris.

## Ecologia e comportamento
Pouco se sabe sobre a ecologia e comportamento da espécie. É provável que se alimente de invertebrados parasitas dos ninhos das aves que nidificam no Ilhéu. A espécie foi observada a alimentar-se de forma oportunista de ovos de ave. 